# Charles Dow
Charles Henry Dow, född 6 november 1851, död 4 december 1902, var en amerikansk journalist som grundade Dow Jones & Company tillsammans med Edward Jones och Charles Bergstresser.
Dow var också med och grundade The Wall Street Journal, som har blivit en av de mest respekterade finansiella publikationerna i världen. Han uppfann också Dow Jones Industrial Average som en del av sin forskning om marknadsrörelser. Han utvecklade en serie principer för att förstå och analysera marknadsbeteende som senare blev känd som Dow-teorin, grunden för teknisk analys.